# Jaguar E-Type
Jaguar E-Type, eller Jaguar XK-E i Nordamerika, er en britisk sportsvogn, der blev produceret af Jaguar Cars Ltd mellem 1961 og 1974. Den kombination af æstetisk udseende, høj ydeevne og konkurrencedygtige pris har etableret modellen som et ikon i bilverden. E-Typen havde en tophastighed på 241 km/h, og kunne nå 0 til 60 mph (97 km/h) på under 7 sekunder, skivebremse, tandstangsstyring og uafhængig affjedring adskilte bilen fra konkurrenterne og igangsætte ændringer i hele industrien.
E-Type var baseret på Jaguars D-Type racerbil, der havde vundet 24 Timers Le Mans i tre på hinanden følgende år begyndende med 1955.
E-Typen har opnået et stort internationalt ry. Rygter siger at Enzo Ferrari kaldte E-Typen for "den smukkeste bil nogensinde" i 1961, men dette udsagn er ikke blevet fuldt bekræftet I 2004 placerede magasinet Sports Car International bilen på deres liste Top Sports Cars of the 1960s. I marts 2008 kom E-Typen på en førsteplads i The Daily Telegraph online liste med verdens "100 smukkeste biler" nogensinde.
Bilen har optrådt tegneserien Diabolik, Austin Powers-filmene og tv-serien Mad Men.